# Elecciones presidenciales de Costa de Marfil de 2015
Las elecciones presidenciales de Costa de Marfil se celebraron en el 25 de octubre de 2015. El presidente Alassane Ouattara ganó un segundo mandato en una victoria aplastante sobre su rival más cercano Pascal Affi N'Guessan.

## Campaña
El Presidente de Costa de Marfil es elegido con un mandato de cinco años a través de un sistema de dos rondas, con el 50% de mayoría simple necesaria para evitar una segunda vuelta. De acuerdo con la Constitución del 2000 de Costa de Marfil, los candidatos se limitan a dos mandatos consecutivos como Presidente. El presidente titular, Alassane Ouattara, elegido por primera vez en 2010 antes de la crisis política en Costa de Marfil de 2010-2011, volvió a buscar un segundo mandato.
El partido opositor Frente Popular Marfileño (FPI) pidió un boicot a las elecciones en protesta contra el juicio del expresidente Laurent Gbagbo por parte de la Corte Penal Internacional. El candidato presidencial Pascal Affi N'Guessan denunció el encarcelamiento de Gbagbo y las condiciones políticas bajo Ouattara:

"La paz no es sólo el silencio de las armas. ¿Podemos decir que Costa de Marfil está en paz cuando el Presidente Gbagbo está en La Haya? Con cientos de presos políticos en la cárcel, Costa de Marfil no está en paz."
Pascal Affi N'Guessan

Algunos miembros de la línea dura del FPI no querían participar en las elecciones mientras Gbagbo permaneciera encarcelado, pero otros creían que el partido necesitaba seguir participando en el proceso electoral.

## Coaliciones electorales
El presidente Ouattara, además de ser el candidato de su partido la Agrupación de los Republicanos (RDR), también es apoyado por las organizaciones Partido Democrático de Côte d'Ivoire, Unión para la Democracia y la Paz en Côte d'Ivoire, Movimiento de Fuerzas Futuras de Côte d'Ivoire y la Unión por Costa de Marfil. Juntos formaron la coalición "Asociación de Houphouëtistas por la Democracia y la Paz"
Mientras que N'Guessan, además del FPI, también es apoyado por el Partido de los Trabajadores de Côte d'Ivoire, la Asociación por la Paz, Progreso y Participación, la Alianza Marfileña para la República y la Democracia, el Congreso Marfileño para el Desarrollo y la Paz, la Nueva Alianza de Costa de Marfil para la Patria, La Unión de Demócratas por el Progreso, la Unión para la Democracia Total en Costa de Marfil, la Unión Republicana por la Democracia, la Unión de Nuevas Generaciones y el Partido de Costa de Marfil. Unidos formaron la coaliciónconocida como la "Alianza de las Fuerzas Democráticas"

## Resultados
La votación fue relativamente pacífica, en comparación con el malestar que afectó a las elecciones anteriores, aunque la participación de los votantes se redujo a 54,6%. Outtara evitó una segunda vuelta y ganó un segundo mandato después de obtener una abrumadora victoria con el 83,7% de los votos.
|  | 83,66 % |

|  | 9,29 % |

|  | 3,88 % |

|  | 0,89 % |

|  | 0,71 % |

|  | 0,60 % |

|  | 0,40 % |

|  | 0,28 % |

|  | 0,20 % |

|  | 0,11 % |